# Ralph Earl
Ralph Earl (Shrewsbury, 11 de maio de 1751 — Bolton 16 de agosto de 1801) foi um pintor norte-americano que produziu pelo menos 183 retratos e seis paisagens, ademais ficou conhecido como o fundador da "Escola de Connecticut". Apesar de a maior parte de sua carreira ser posterior à Revolução Americana suas obras mantiveram os traços do antigo estilo colonial.

## Vida
Entre o variado número de artistas do século XVIII que residiam em Bolton, Ralph Earl foi o primeiro pintor americano. Nascido no ano de 1751 em Massachusetts, Earl passou grande parte do início de sua carreira como pintor autodidata em New Haven.
Em 1775, ele e Amos Doolittle fizeram uma viagem para ver as cenas das recentes batalhas em Lexington e Concord. Earl desenhou quatro fotos das batalhas e Doolittle as traduziu em gravuras para impressão. Estas são as primeiras cenas de batalha da Guerra Revolucionária distribuída nos Estados Unidos da América. Ele também pintou retratos de personagens proeminentes, incluindo Roger Sherman, um advogado e político de New Haven que mais tarde serviu na comissão que elaborou a Declaração de Independência e Timothy Dwight, um ministro e educador que se tornaria presidente do Colégio Yale.
Embora o pai de Earl fosse coronel no exército continental, Earl era um lealista. Com medo de sua segurança, ele se mudou para a Inglaterra em 1778. Ao estudar em Londres, ele caiu sob a tutela de Benjamin West, um colega expatriado que se mudou para a Inglaterra mais de uma década antes. Earl provou ser bem sucedido em atrair novos clientes e recebeu comissões de uma série de elites da Inglaterra, incluindo uma comissão para pintar um retrato do rei George III.
Earl voltou para os EUA em 1786 e tentou estabelecer-se em Nova York, mas ele acabou na prisão como devedor depois de encontrar-se incapaz de pagar uma série de empréstimos pendentes. A esposa de Alexander Hamilton, Elizabeth, estava entre aqueles que encomendaram o trabalho do artista durante sua prisão. Outros, que defendiam a abolição de leis que puniam o endividamento tirando a capacidade do devedor de ganhar, faziam o mesmo. Depois de servir um ano de sua sentença, ele obteve sua liberdade e viajou pela Nova Inglaterra pintando retratos para líderes proeminentes e suas famílias. Além desses retratos posteriores, Earl conseguiu produzir uma série de paisagens importantes detalhando o interior do século XVIII em Connecticut.
Infelizmente para Earl, ao fim do séc. XIIX ele começou a perder sua batalha contra o alcoolismo. Ao final de sua carreira, a qualidade de sua arte começou a sofrer e seu vício ajudou a alienar inúmeros patronos ricos. Earl, atingido pela pobreza, morreu em Bolton em 1801. Um reverendo local listou sua causa de morte como "intemperança".
O legado de Ralph Earl é muito maior do que a pedra colocada no Cemitério do Centro de Bolton em sua memória. As pinturas de Earl documentam uma era vital na história americana. Museus de arte em todo o país, incluindo o Wadsworth Atheneum Museum of Art em Hartford e a Yale University Art Gallery em New Haven, abrigam suas pinturas. Além disso, a Southern Connecticut State University, também em New Haven, nomeou o edifício de artes plásticas Ralph Earl Hall em sua homenagem.

## Galeria

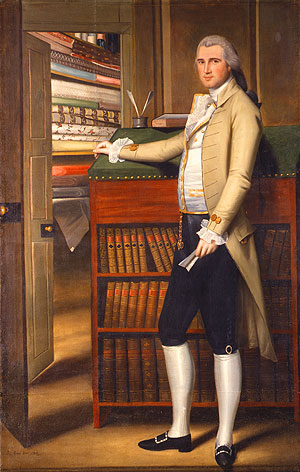
Elijah Boardman
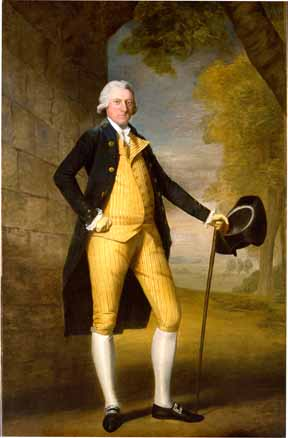
General Gabriel Christie
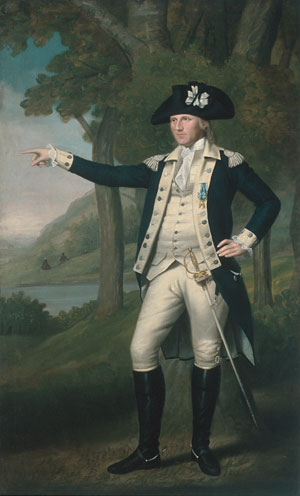
Marinus Willett
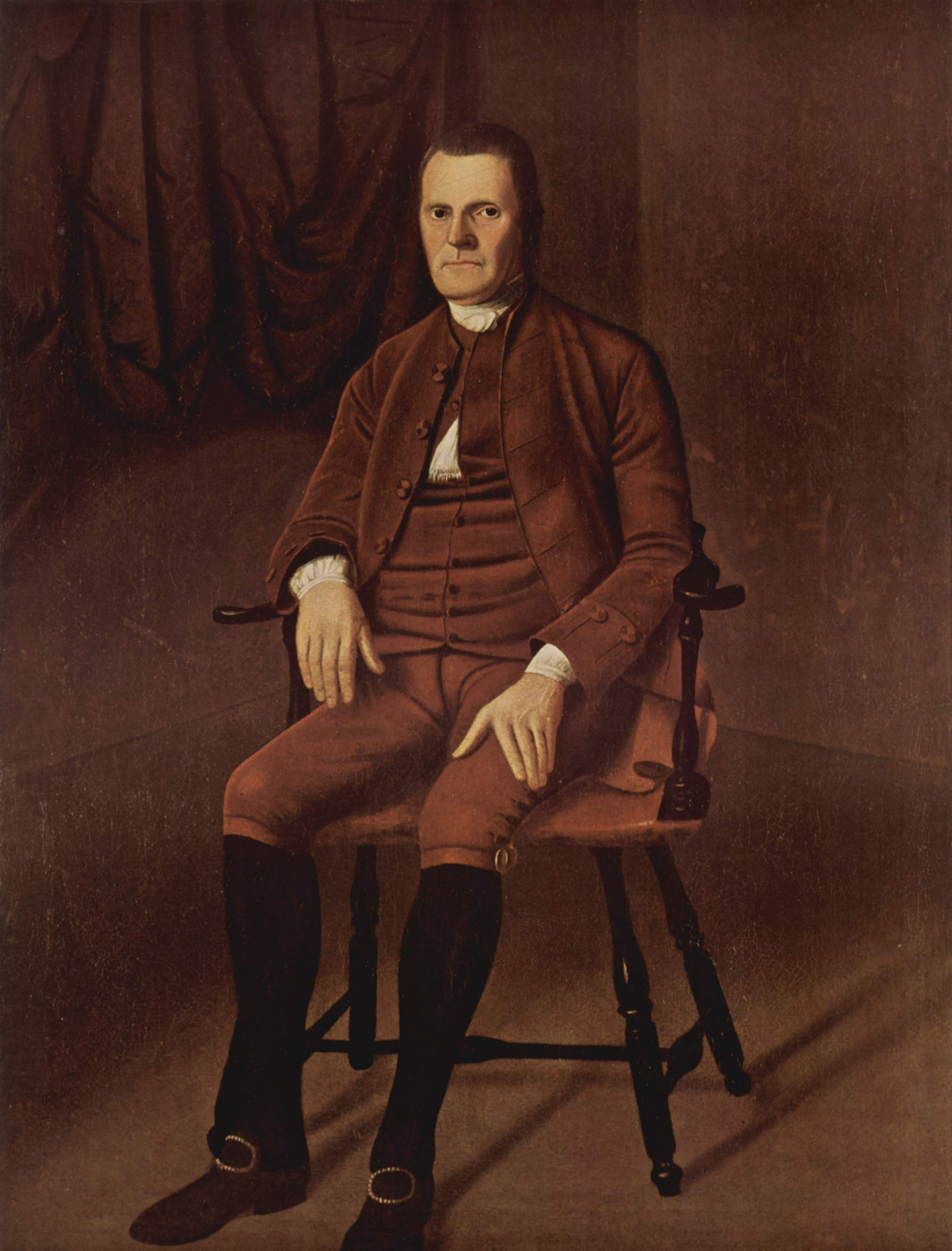
Roger Sherman
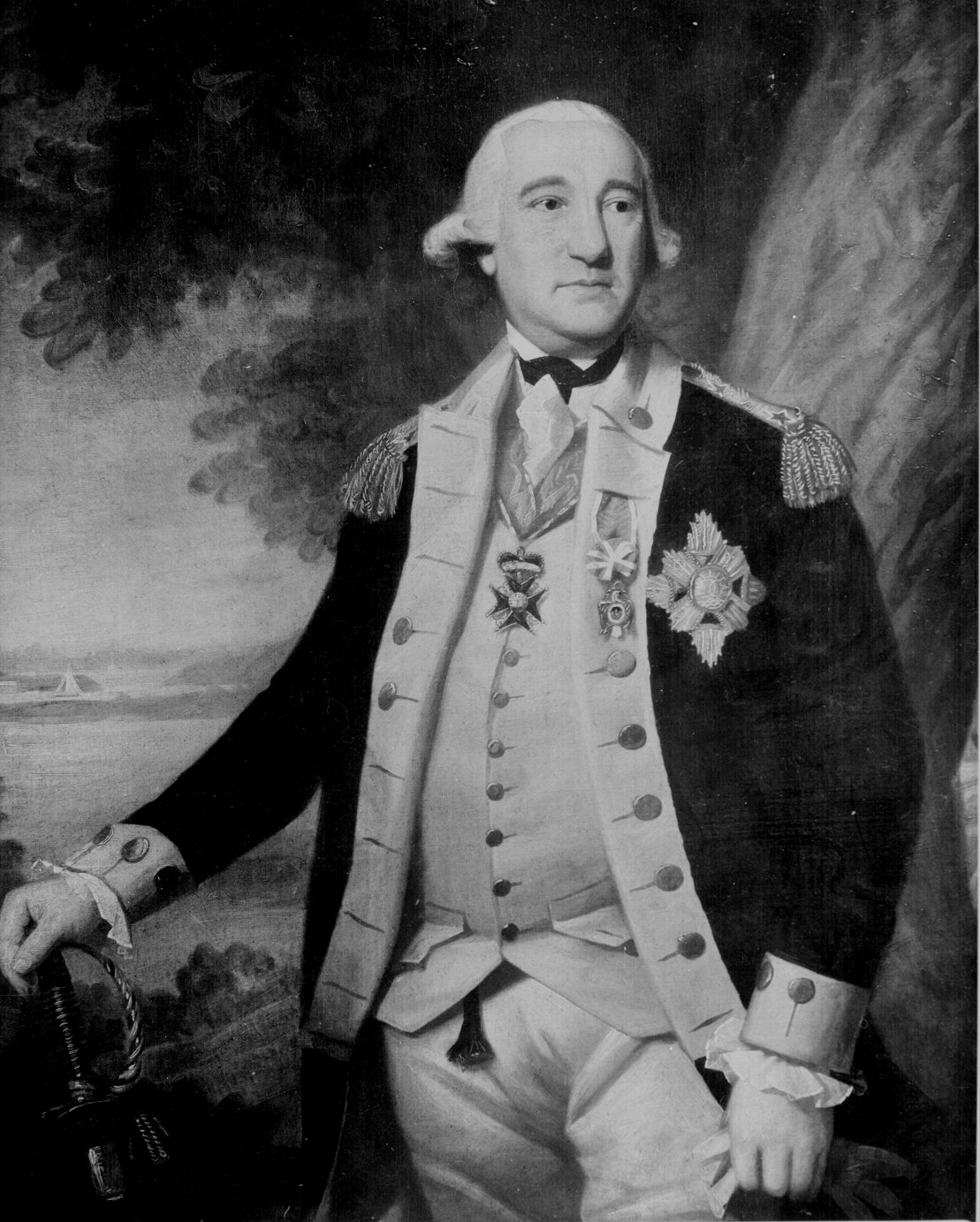
Friedrich Wilhelm von Steuben